# Den stora valsen
Den stora valsen (originaltitel: The Great Waltz) är en amerikansk biografisk film från 1938 i regi av Julien Duvivier. Filmen är löst baserad på valskungen Johann Strauss den yngres liv och verk.

## Medverkande
| Fernand Gravey | – Johann Strauss d.y.        |
| Luise Rainer   | – Poldi Vogelhuber           |
| Miliza Korjus  | – Carla Donner               |
| Hugh Herbert   | – Julius Hofbauer            |
| Lionel Atwill  | – greve Hohenfried           |
| Curt Bois      | – Kienzl                     |
| Al Shean       | – cellist                    |
| Minna Gombell  | – fru Hofbauer               |
| Alma Kruger    | – fru Strauss                |
| Bert Roachas   | – Vogelhuber                 |
| Greta Meyer    | – fru Vogelhuber             |
| Sig Rumann     | – Wertheimer                 |
| Herman Bing    | – Dommayer                   |
| Henry Hull     | – Frans Josef I av Österrike |